# I Don't Want to Grow Up
I Don't Want to Grow Up is het tweede studioalbum van de Amerikaanse punkband Descendents. Het werd in 1985 uitgegeven via het platenlabel New Alliance Records. Het betekende het einde van een twee jaar durende onderbreking van de activiteit van Descendents. In die studeerde zanger Milo Aukerman biochemie en sloot drummer Bill Stevenson zich aan bij Black Flag. I Don't Want to Grow Up is de eerste van twee studioalbums die Descendents opnamen met gitarist Ray Cooper, en hun laatste met de originele bassist Tony Lombardo, die de groep verliet omdat hij niet op tournee wilde.

## Nummers
1. "Descendents" - 1:42
2. "I Don't Want to Grow Up" - 1:19
3. "Pervert" - 1:45
4. "Rockstar" - 0:35
5. "No FB" - 0:33
6. "Can't Go Back" - 1:43
7. "GCF" - 1:57
8. "My World" - 3:27
9. "Theme" - 2:12
10. "Silly Girl" - 2:21
11. "In Love This Way" - 2:30
12. "Christmas Vacation" - 2:36
13. "Good Good Things" - 2:19
14. "Ace" - 3:54

## Band
- Milo Aukerman - zang
- Tony Lombardo - basgitaar
- Ray Cooper - gitaar
- Bill Stevenson - drums